# Felix Hitzig

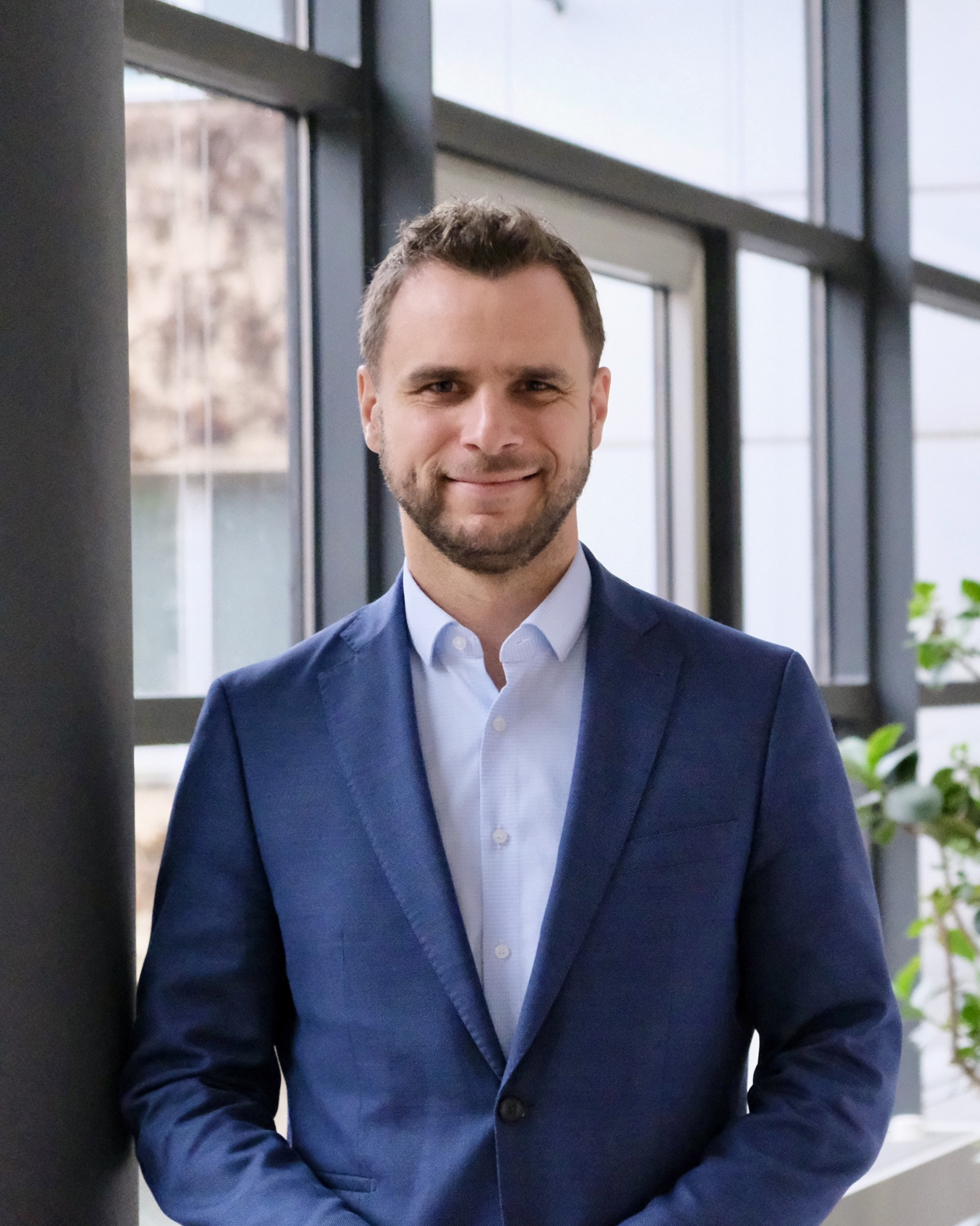
Felix Hitzig (2024)

Felix Hitzig (* 27. Oktober 1988 in Lichtenstein/Sachsen) ist ein deutscher Politiker (CDU). Seit 2024 ist er Abgeordneter des Sächsischen Landtages.

## Ausbildung und Beruf
Hitzig besuchte zunächst die Grundschule in Gersdorf, im Anschluss daran das Gymnasium Oelsnitz und ab 2005 das Gymnasium in Stollberg. 2006 wechselte er an die Fachoberschule für Wirtschaft, Verwaltung und Recht zurück nach Oelsnitz, an der er 2008 die Fachhochschulreife erlangte. Im selben Jahr begann er an der Fachhochschule Meißen ein Studium der Staatsfinanzverwaltung, welches er im Jahr 2011 abschloss.
Seinen beruflichen Werdegang begann er 2011 als Sachbearbeiter im Staatsbetrieb Sächsisches Immobilien- und Baumanagement. 2012 wechselte er als Baureferent in das Sächsische Staatsministerium der Justiz. Ab 2022 wurde Hitzig dann als persönlicher Referent im Leitungsstab des Sächsischen Staatsministeriums für Wissenschaft, Kultur und Tourismus eingesetzt.
Von 2020 bis 2023 absolvierte er berufsbegleitend am Fortbildungszentrum der Fachhochschule Meißen ein Studium in Public Governance, welches er mit dem Master-Titel abschloss. Seine Masterarbeit schrieb er über das Thema Die Institutionalisierung der Bürgerpartizipation in sächsischen Groß- und Mittelstädten.

## Politische Ehrenämter und Mandate
2013 trat Hitzig in die Junge Union und 2017 in die CDU ein. 2017 bis 2019 war er Mitglied im Kreisvorstand der CDU Dresden. Bei den Kommunalwahlen in Sachsen 2019 errang er für die CDU einen Sitz im Stadtbezirksbeirat Dresden-Cotta und war dort bis 2021 tätig. Seit 2019 ist er Vorsitzender des CDU-Ortsverbandes Dresdner Westen und Mitglied im Kreisausschuss der CDU Dresden.
Bei der Landtagswahl in Sachsen 2024 erreichte er als CDU-Kandidat im neu zugeschnittenen Wahlkreis Dresden 7 mit 37,3 % der Erststimmen das beste Ergebnis und zog so mit einem Direktmandat in den Sächsischen Landtag ein.
Hitzig ist Mitglied des Ausschusses für Verfassung, Recht und Europa, des Ausschusses für Soziales, Gesundheit und Gesellschaftlichen Zusammenhalt sowie des Ausschusses für Geschäftsordnung und Immunitätsangelegenheiten. Am 31. Januar 2025 wurde er zum Vorsitzenden des Landesjugendhilfeausschusses Sachsen mit 95 % der Stimmen gewählt. Damit löste er seinen Vorgänger Alexander Dierks in der Funktion ab. Zudem ist Felix Hitzig jugendpolitischer Sprecher der CDU-Fraktion des sächsischen Landtags.

## Belege
1. ↑  Felix Hitzig (CDU) gewinnt den Wahlkreis Dresden 7. In: MDR.de. MDR, 18. September 2024, abgerufen am 5. November 2024.
2. ↑  Felix Hitzig, CDU | Der Sächsische Landtag. Abgerufen am 10. Februar 2025.
3. ↑  Landesjugendamt: Landesjugendhilfeausschuss (LJHA) - Landesjugendamt - sachsen.de. Abgerufen am 10. Februar 2025.
4. ↑  Landtag für euch | Der Sächsische Landtag. Abgerufen am 10. Februar 2025.

| Personendaten    | Personendaten                  |
| ---------------- | ------------------------------ |
| NAME             | Hitzig, Felix                  |
| KURZBESCHREIBUNG | deutscher Politiker (CDU), MdL |
| GEBURTSDATUM     | 27. Oktober 1988               |
| GEBURTSORT       | Lichtenstein/Sa.               |